# Finale della UEFA Champions League 2002-2003
(Franco Arturi, La Gazzetta dello Sport, 28 maggio 2003.)
La finale della UEFA Champions League 2002-2003 fu disputata il 28 maggio 2003 all'Old Trafford di Manchester, che determinò il vincitore della 48ª edizione della massima competizione per club dell'UEFA. Fu la prima finale di Champions League tra club italiani e venne vinta dal Milan che sconfisse la Juventus per 3-2 ai tiri di rigore, dopo lo 0-0 dei supplementari; per la settima volta nella competizione la finale fu decisa dal dischetto. Il Milan ottenne la sesta vittoria nella manifestazione a nove anni dall'ultimo successo continentale, e in totale, per le squadre italiane si trattò della decima affermazione nella competizione.

## Le squadre
| Squadre  | Partecipazioni precedenti (il grassetto indica la vittoria) |
| -------- | ----------------------------------------------------------- |
| Juventus | 6 (1973, 1983, 1985, 1996, 1997, 1998)                      |
| Milan    | 8 (1958, 1963, 1969, 1989, 1990, 1993, 1994, 1995)          |

## Il cammino verso la finale

### Milan
Il Milan, quarto classificato in campionato, aveva iniziato la propria Champions League dal terzo turno preliminare, faticando nella doppia sfida contro i cechi dello Slovan Liberec: i rossoneri vinsero infatti a San Siro per 1-0 all'andata, perdendo poi per 2-1 nella gara di ritorno. Quest'ultimo risultato, però, non eliminò la squadra di Ancelotti, che accedette ai gironi grazie alla regola dei gol fuori casa. Nella prima fase a gironi, il Milan primeggiò nel proprio raggruppamento davanti al Deportivo La Coruña, al Lens e al Bayern Monaco. I rossoneri superarono anche la seconda fase, vincendo un girone questa volta più probante, data la presenza di Real Madrid, Borussia Dortmund e Lokomotiv Mosca.
Ai quarti di finale il Milan eliminò l'Ajax, dopo l'andata ad Amsterdam chiusasi a reti bianche, grazie alla vittoria casalinga per 3-2 maturata allo scadere della sfida di ritorno, mentre in semifinale bastò un doppio pareggio (0-0, 1-1) nel derby contro l'Inter per guadagnarsi l'accesso alla finale di Manchester, per la regola dei gol in trasferta.

### Juventus
La Juventus, campione d'Italia in carica, superò molto agilmente la prima fase a gironi, classificandosi davanti a Newcastle Utd, Dinamo Kiev e Feyenoord, mentre faticò molto di più nella seconda dove si piazzò seconda dietro al Manchester Utd, a pari merito con il Deportivo La Coruña e il Basilea, e ottenendo il passaggio del turno solo grazie alla migliore differenza reti.
Nei successivi due turni a eliminazione diretta, la squadra di Lippi superò in sequenza le due principali compagini spagnole: dapprima il Barcellona nei quarti di finale, coi catalani che imposero l'1-1 a Torino ma poi caddero per 2-1 al Camp Nou dopo i tempi supplementari, e quindi il Real Madrid in semifinale, coi bianconeri che grazie al successo per 3-1 nel retour match al Delle Alpi annullarono la sconfitta per 2-1 patita all'andata al Santiago Bernabéu, qualificandosi per la finale all'Old Trafford.

## Prima dell'incontro

Lo juventino Pavel Nedvěd, grande assente della finale di Manchester.

La Juventus si presentò alla finale senza uno dei suoi giocatori di maggior talento, il ceco Pavel Nedvěd: il giocatore fu ammonito per un fallo al termine della semifinale di ritorno contro il Real Madrid e, essendo diffidato, fu costretto a saltare la finale. Marcello Lippi, tecnico dei bianconeri, si vide costretto a schierare Camoranesi al posto del ceco, confermando però i titolari che avevano sconfitto i madrileni.
Il tecnico dei rossoneri Carlo Ancelotti, invece, confermò l'undici titolare.

## La partita

### Regolamentari

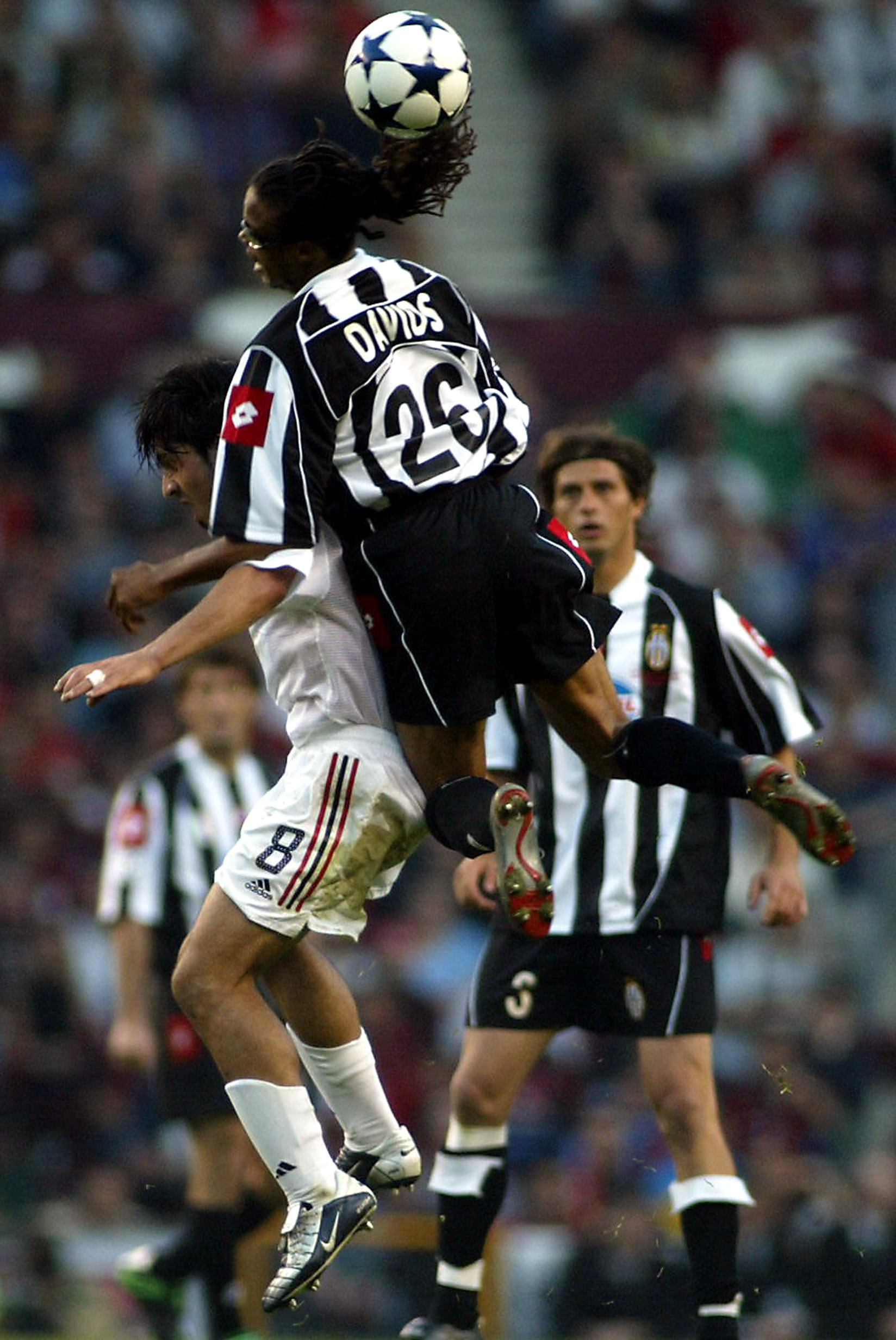
Il milanista Gattuso contro lo juventino (ed ex rossonero) Edgar Davids nel corso della finale.

Arbitrata dal fischietto Merk, la finale fu una partita tattica con entrambe le squadre che giocarono all'italiana, senza sbilanciarsi e prediligendo una difesa solida. Al 9º minuto Ševčenko infilò un passaggio all'indietro di Inzaghi e realizzò il gol del momentaneo 0-1, ma l'arbitro lo annullò per un fuorigioco di Rui Costa che copriva la visuale a Buffon (le immagini riprese dalle spalle dell'attaccante ucraino testimoniano chiaramente che Buffon non aveva la piena visuale della palla). Il Milan continuò a far gioco fino alla mezz'ora. Inzaghi si rese pericoloso con un colpo di testa che impegnò severamente Buffon.
La Juventus iniziò a macinare gioco nella metà del primo e prima parte del secondo tempo con Del Piero e Zambrotta. Trezeguet e Camoranesi non risultarono decisivi e Lippi effettuò la prima sostituzione: fuori Tudor per infortunio e dentro Birindelli. Più tardi entrò Conte al posto di Camoranesi. L'ex capitano bianconero si rese pericoloso colpendo una traversa all'incrocio di destra della porta di Dida. Il finale del secondo tempo vide una Juventus avanti in attacco ma senza particolari occasioni clamorose. L'innesto di Zalayeta per i bianconeri e Ambrosini, Roque Júnior e Serginho per i rossoneri non cambiarono il risultato; la Juve rafforzò l'attacco, mentre il Milan le fasce e il centrocampo.

### Supplementari e rigori

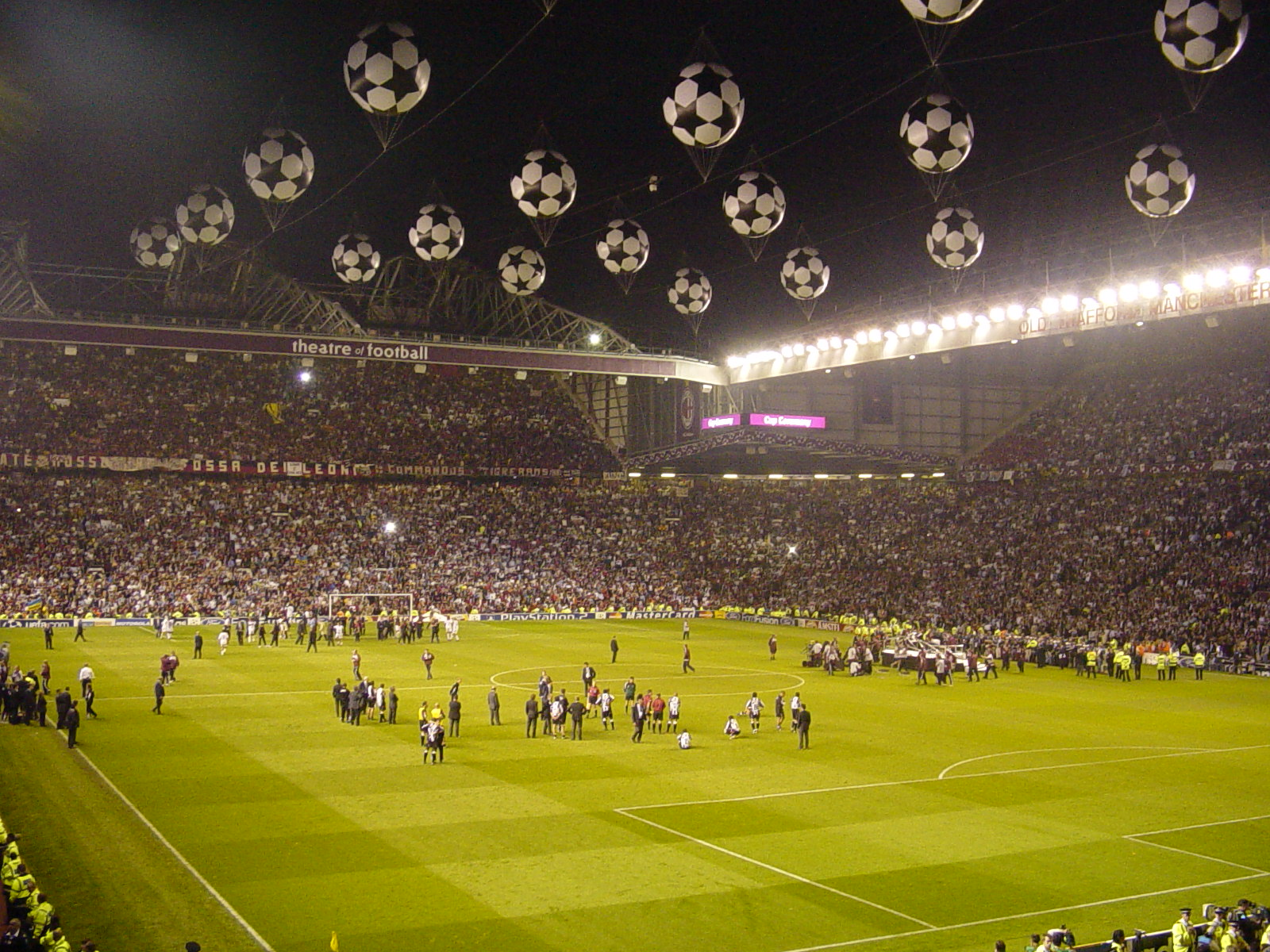
L'Old Trafford durante i preparativi per la cerimonia di premiazione

I regolamentari si conclusero sullo 0-0. Al 95' Roque Júnior si infortuna lasciando (nonostante non avesse stoicamente abbandonato il campo) giocare il Milan praticamente in inferiorità numerica per i restanti 25 minuti di gioco dei tempi supplementari in cui la Juventus manca di convinzione in attacco e non riuscì ad approfittarne. Si va così ai tiri di rigore. Dida neutralizza il rigore di Trezeguet, Serginho batte Buffon e porta in vantaggio momentaneamente i rossoneri. Birindelli riporta la partita in equilibrio e Buffon para il tiro di Seedorf. Successivamente sbagliano Zalayeta e Montero consecutivamente per i bianconeri (entrambi i tiri parati da Dida), mentre Buffon neutralizza il tiro di Kaladze, ma non quello di Nesta. Del Piero è impeccabile dal dischetto, così come l'ucraino Ševčenko, che, battendo Buffon, consegna al Milan la sua sesta Coppa dei Campioni a nove anni dall'ultimo successo continentale. Paolo Maldini, eletto uomo partita al termine della finale, alzò così la Coppa dei Campioni da capitano e in Inghilterra, così come fece suo padre Cesare esattamente quarant'anni prima.
La Juventus rimase invece ferma ai suoi due successi, collezionando con quest'edizione la terza sconfitta nella manifestazione sotto la gestione Lippi. La sconfitta di Manchester dimostrò alla Juve di essere sin troppo Nedvěd-dipendente, mentre altri accenti negativi vennero posti su alcune scelte tattiche di Lippi. Con questa vittoria Ancelotti riscattò la sua passata esperienza negativa a Torino, dove non ebbe mai un grande rapporto soprattutto con la tifoseria.

## Tabellino
| Arbitro: | Merk |

|                                                 |                      |                                          |
| Trezeguet Birindelli Zalayeta Montero Del Piero | Tiri di rigore 2 – 3 | Serginho Seedorf K'aladze Nesta Ševčenko |

|  | Juventus | Milan |

| Juventus (4-4-2) |    |                          |      |     |
|                  |    |                          |      |     |
| POR              | 1  | Gianluigi Buffon         |      |     |
| TD               | 21 | Lilian Thuram            |      |     |
| DC               | 2  | Ciro Ferrara             |      |     |
| DC               | 5  | Igor Tudor               |      | 42’ |
| TS               | 4  | Paolo Montero            |      |     |
| ED               | 16 | Mauro Germán Camoranesi  |      | 46’ |
| CC               | 3  | Alessio Tacchinardi      | 69’  |     |
| CC               | 26 | Edgar Davids             |      | 65’ |
| ES               | 19 | Gianluca Zambrotta       |      |     |
| ATT              | 17 | David Trezeguet          |      |     |
| ATT              | 10 | Alessandro Del Piero (C) | 111’ |     |
| A disposizione:  |    |                          |      |     |
| POR              | 12 | Antonio Chimenti         |      |     |
| DIF              | 7  | Gianluca Pessotto        |      |     |
| DIF              | 13 | Mark Iuliano             |      |     |
| CEN              | 8  | Antonio Conte            |      | 46’ |
| CEN              | 15 | Alessandro Birindelli    |      | 42’ |
| ATT              | 20 | Marco Di Vaio            |      |     |
| ATT              | 25 | Marcelo Zalayeta         |      | 65’ |
| Allenatore:      |    |                          |      |     |
| Marcello Lippi   |    |                          |      |     |

| Milan (4-3-1-2) |    |                       |     |     |
|                 |    |                       |     |     |
| POR             | 12 | Dida                  |     |     |
| TD              | 19 | Alessandro Costacurta | 18’ | 66’ |
| DC              | 13 | Alessandro Nesta      |     |     |
| DC              | 3  | Paolo Maldini (C)     |     |     |
| TS              | 4  | K'akhaber K'aladze    |     |     |
| CC              | 8  | Gennaro Gattuso       |     |     |
| CC              | 21 | Andrea Pirlo          |     | 71’ |
| CC              | 20 | Clarence Seedorf      |     |     |
| TRQ             | 10 | Rui Costa             |     | 87’ |
| ATT             | 7  | Andrij Ševčenko       |     |     |
| ATT             | 9  | Filippo Inzaghi       |     |     |
| A disposizione: |    |                       |     |     |
| POR             | 18 | Christian Abbiati     |     |     |
| DIF             | 24 | Martin Laursen        |     |     |
| DIF             | 25 | Roque Júnior          |     | 66’ |
| CEN             | 32 | Cristian Brocchi      |     |     |
| CEN             | 23 | Massimo Ambrosini     |     | 87’ |
| CEN             | 27 | Serginho              |     | 71’ |
| ATT             | 11 | Rivaldo               |     |     |
| Allenatore:     |    |                       |     |     |
| Carlo Ancelotti |    |                       |     |     |

| Uomo partita: - Paolo Maldini Guardalinee: - Christian Schräer - Heiner Müller Quarto uomo: - Wolfgang Stark |